# Himilkon (Feldherr)
Himilkon war ein karthagischer Feldherr.
Über Himilkon wird berichtet, dass er 406/405 v. Chr. versuchte, die Herrschaft über Sizilien zu erringen. Nach Ausbruch einer Seuche war er aber gezwungen, einen Vergleich mit Dionysios I. von Syrakus zu schließen. 396/397 v. Chr. landete er erneut in Sizilien, und scheiterte erneut – wiederum durch eine Seuche, die sein Heer heimsuchte – vor Syrakus. Sein Heer wurde von Dionysios vernichtet.